# Historia Kolumbii Brytyjskiej

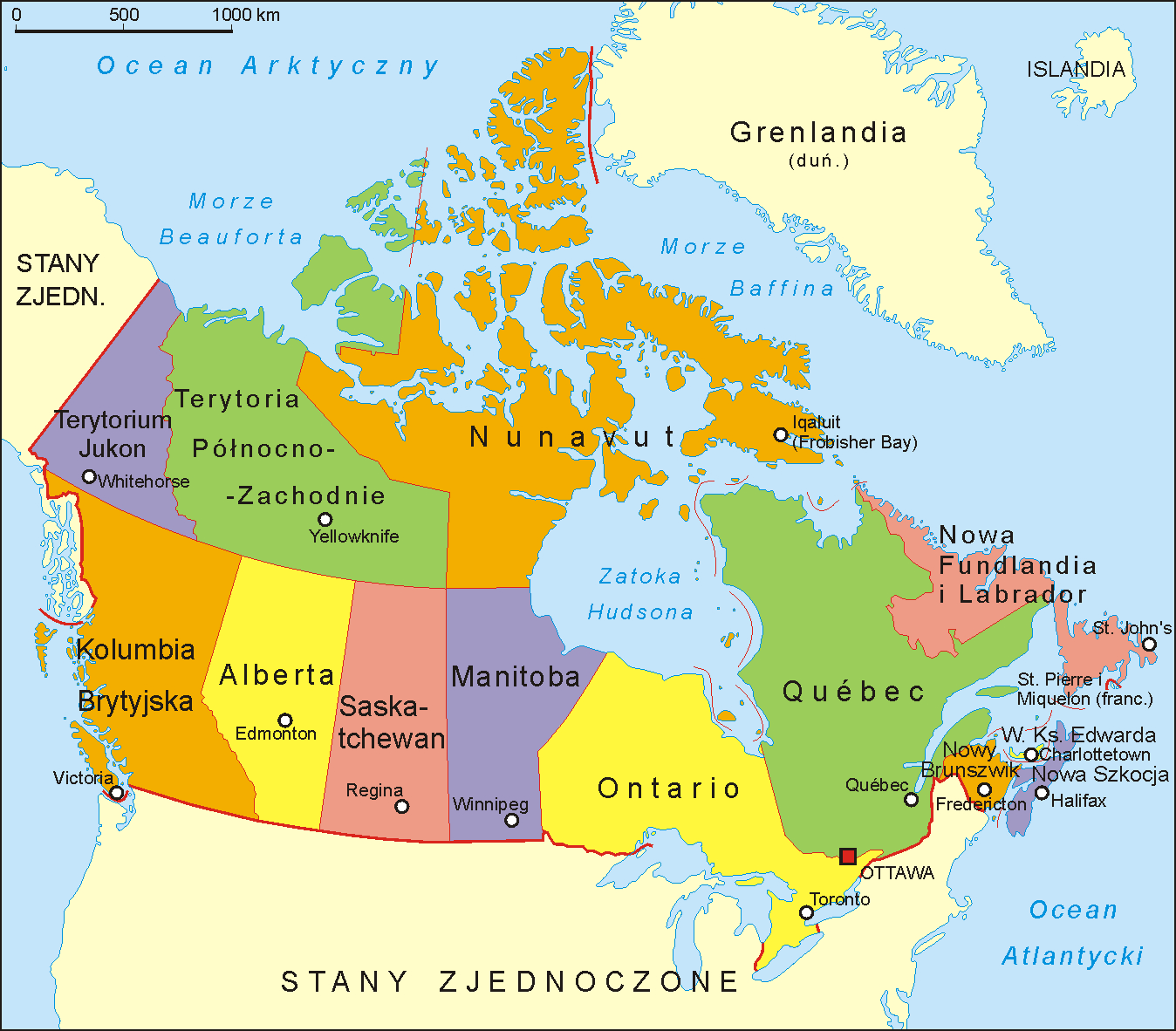

Współczesna Kolumbia Brytyjska powstała przez połączenie dwóch brytyjskich kolonii – wyspy Vancouver i Kolumbii Brytyjskiej. Początkowo obie miały charakter handlowy i zarządzane były przez Kompanię Zatoki Hudsona. Gorączka złota nad rzeką Fraser w 1858 r. i Peace River w 1861 r. spowodowały gwałtowny wzrost liczby ludności kolonii i konieczność rozbudowy administracji kolonialnej. Unia obu kolonii nastąpiła w 1866 r., stanowiąc namiastkę obieralnego rządu. Wkrótce potem rozpoczęto dyskusję nad dołączeniem do Konfederacji Kanady, co nastąpiło w lipcu 1871 r.

## Ludność indiańska i historia odkrycia Kolumbii Brytyjskiej
Przed przybyciem Europejczyków obszar Kolumbii Brytyjskiej zamieszkiwały liczne plemiona indiańskie. Do najważniejszych należały Nootka, Saliszowie Nadmorscy i Kwakwala na wyspach w południowej części, Kootenay, Tsimishian i Tlingit w północnych obszarach na pograniczu z Alaską, Haidowie na Wyspie Królowej Charlotte oraz Sekani i Beaver w Górach Skalistych. Nadbrzeżne plemiona indiańskie zajmowały się rybołówstwem i polowaniami na ssaki morskie. Do transportu używali lekkich łodzi. Indianie górscy trudnili się myślistwem.
Pierwszym białym człowiekiem, który dotarł w okolice Brytyjskiej Kolumbii i według wszelkiego prawdopodobieństwa zobaczył wyspę Vancouver w 1579 r. był Francis Drake. Jednak jak wiele wczesnych odkryć, także i to zostało zapomniane, i to na ponad dwieście lat. Za odkrywcę rejonów dzisiejszej Kolumbii Brytyjskiej uważa się kapitana Cooka. W 1778 r. odkrył on wyspę Nootka, znajdującą się w niewielkiej odległości od wyspy Vancouver. Cook myślał, że wyspa Vancouver była częścią lądu. W tym samym okresie także i Hiszpanie wykazali zainteresowanie tym rejonem, zakładając na tej samej wyspie swoją bazę, jednocześnie zgłaszając roszczenia do całego wybrzeża, łącznie z Alaską. W 1792 r. kapitan George Vancouver przybył do Brytyjskiej Kolumbii na dwóch statkach Discovery i Chatham, zgłaszając brytyjskie roszczenia do wysp wokół cieśniny Nootka. Był pierwszym, który opłynął wyspę i okoliczne cieśniny.
Potencjalnie groźny konflikt terytorialny pomiędzy dwiema potęgami morskimi został zażegnany przez podpisanie w 1793 r. traktatu (Nootka Treaty) ustalającego wspólną własność rejonu. Niedługo jednak potem, Hiszpanie stracili zainteresowanie obszarem i nigdy nie wrócili do jego kolonizacji. Nowo powstała kolonia została nazwana Nowa Kaledonią, lecz wkrótce powszechnie przyjęła się nazwa Kolumbia Brytyjska.

## Okres eksploracji
Niewielka grupa kolonistów eksplorujących te rejony zajmowała się handlem. Kupowali oni od Indian skóry, głównie morskich wydr i sprzedawali je w Chinach, gdzie cieszyły się wielkim powodzeniem. W ten sposób Kolumbia Brytyjska rozpoczęła swoje otwarcie na wschodnią Azję. Jednocześnie od wschodu agenci i podróżnicy Kompanii Północno-Zachodniej oraz Kompanii Zatoki Hudsona zaczęli przekraczać barierę Gór Skalistych i zakładać kolonie handlowe na terenie Brytyjskiej Kolumbii.
W 1793 r. Alexander Mackenzie, podróżnik związany z Kompanią Północno-Zachodnią, jako pierwszy biały człowiek przekroczył Góry Skaliste od wschodu i dotarł nad wybrzeże Pacyfiku. Przepłynął w dół Rzeką Frasera do jej ujścia, a następnie wzdłuż brzegu Pacyfiku aż do Kanału Deana, gdzie na jednym z głazów zaznaczył swoją obecność, umieszczając na nim napis wykonany białą farbą, brzmiący: Alex Mackenzie, from Canada, by Land, 22 June, 1793. Mackenzie nie wiedział, że zaledwie sześć tygodni wcześniej tę samą trasę wzdłuż wybrzeża pokonał George Vancouver.
Na początku XIX w. rozpoczął się okres rywalizacji obu wielkich kompanii handlowych na terytorium Kolumbii Brytyjskiej. Kompania Zatoki Hudsona założyła Fort St. James i zaczęła używać szlaku wzdłuż rzeki Kolumbia do transportu towarów zakupionych lub zdobytych za górami. Kompania Północno-Zachodnia, poszukując alternatywnej drogi przez góry, wysyła na Zachód Simona Frasera, który wytyczył szlak brzegiem Rzeki Frasera. Rywalizacja zakończyła się połączeniem obu kompanii w 1821. W 1825 r. Kompania przeniosła swoją kolumbijską siedzibę z Fortu St. James do Fortu Vancouver u ujścia rzeki Kolumbia.

## Kolonie Wyspa Vancouver i Kolumbia Brytyjska
Od początku lat trzydziestych XIX w. rozpoczął się także napływ kolonistów z południa, którego skutkiem jest spór terytorialny pomiędzy Wielką Brytanią a USA. Spór graniczny uregulowany został w 1846 r. traktatem oregońskim, ustalającym granicę wzdłuż południka 49°N. Jednocześnie Wielka Brytania utworzyła dwie odrębne kolonie – wyspę Vancouver  (Vancouver Island) i w kontynentalnej części Kolumbię Brytyjską  (British Columbia). Wyspa zarządzana była przez gubernatora przy pomocy rady i częściowo wybieralnego ciała doradczego. Kolumbia Brytyjska rządzona była wyłącznie przez mianowanego gubernatora. W 1864 r. powołano namiastkę rady legislacyjnej także i w kolonii kontynentalnej. Kompania Zatoki Hudsona otrzymała liczne koncesje w obu koloniach, oraz miała organizować napływ osadników.
W połowie XIX w. w całej Kolumbii Brytyjskiej zamieszkiwało mniej niż tysiąc białych ludzi, głównie pracowników Kompanii. Sytuacja ta zmieniła się drastycznie, gdy w 1858 r. odkryto nad Rzeką Fraser złoto. Gorączka złota nad rzeką Fraser w 1858 r. i nad Peace River w 1861 r. przyciągnęły w te rejony do 30 tysięcy poszukiwaczy, głównie z USA, Kanady, Wschodniej Azji, a nawet z Europy. Wielu z nich zostało tam na stałe, tworząc zaczyn społeczności Kolumbii Brytyjskiej. Wraz z napływem takiej masy kolonistów, zaczęły powstawać też inne gałęzie przemysłu – górnictwo węglowe i leśnictwo. Gorączka złota zakończyła się przed 1860 r., a gospodarka kolonii weszła w fazę głębokiej recesji.

## W kierunku konfederacji
W czasie gdy na wschodzie Kanady, w początkach lat sześćdziesiątych XIX w., zaczęto planować unię wszystkich północnoamerykańskich dominiów, tylko najśmielsi wizjonerzy widzieli ją od morza do morza. Gdy jednak zaistniała taka możliwość w związku z projektem przyłączenia do Kanady terenów Kompanii, zaczęto spoglądać w stronę Brytyjskiej Kolumbii. Szczególnie w Ontario powstało silne lobby optujące za przyłączeniem także i zachodniej kolonii do istniejącej już Konfederacji. W tym czasie, od 1866 r. obie kolonie zostały już połączone w jedną, zwana British Columbia and Vancouver Island. W nowej kolonii władzę, ciągle ściśle kontrolowaną przez gubernatora, sprawował człowiek mający poparcie w częściowo mianowanym, częściowo wybieralnym zgromadzeniu legislacyjnym. Poza nielicznymi jednostkami takimi jak Amor De Cosmos idea przyłączenia się do Kanady nie była brana pod uwagę. W istocie, stosunek większości brytyjskich Kolumbijczyków do Kanady był ambiwalentny. Kanada była dla nich obcym i odległym krajem, z tysiącami mil pustkowi, z którym nie mieli żadnych związków politycznych ani kulturowych. Ostatecznie o zwycięstwie ruchu konfederacyjnego reprezentowanego przez Ligę Konfederacyjną Amora De Cosmos i Johna Robsona oraz później konserwatystę Johna Sebastiana Helmckena, przesądziły dwa fakty. Pierwszy był ściśle ekonomiczny. Rząd Kolumbii Brytyjskiej znacznie się zadłużył, wydając pieniądze na budowę infrastruktury prowincjonalnej. Drastyczny spadek dochodów budżetowych, związany z wygaśnięciem gorączki złota, spowodował kryzys budżetowy, prowadzący prowincję na krawędź upadłości. Drugi czynnik miał charakter polityczny. Była nim obawa przed amerykańską aneksją. USA po zakupie Alaski patrzyło łakomym okiem na Kolumbię Brytyjską, która była naturalnym pomostem łączącym Alaskę z główną częścią kraju. W samej Kolumbii istniały też proamerykańskie sentymenty wyrażane przez Ruch na rzecz aneksji w Kolumbii Brytyjskiej.
Gdy sytuacja tak gospodarcza, jak i polityczna, stała się alarmująca, Henry E. Seelye napisał swój słynny list do Premiera Kanady Johna Macdonalda. Wzywał w nim o wzmocnienie starań usunięcia z urzędu gubernatora kolonii Fredericka Seymoura, który sabotował wszelkie prokonfederacyjne poczynania polityków prowincjonalnych. Zanim Macdonald rozpoczął interwencję, Seymour zmarł z naturalnych przyczyn. Zastąpił go Anthony Musgrave, wyrażający zdecydowanie prokonfederacyjne nastawienie. Otworzyło to drogę do parlamentarnej debaty konfederacyjnej. Wielka debata konfederacyjna Great Confederation Debate, która miała miejsce w 1870 r., doprowadziła do uchwalenia rezolucji, w której uwzględniono 16 klauzul. W szczególności punkt 15 budził kontrowersje. Postulowano w nim, aby Kolumbia Brytyjska weszła do konfederacji, zachowując zgromadzenie legislacyjne działające zgodnie z zasadami ustawy o Unii Kanadyjskiej, znacznie ograniczającej reprezentację wyborców. Wiosną 1870 r. delegacja kolumbijska udała się do Ottawy na rokowania zjednoczeniowe. Przewodził nią John Sebastian Helmcken, pozostałymi członkami byli Joseph William Trutch i Robert William Carrall. Wszyscy byli nominowani przez gubernatora i reprezentowali konserwatywne skrzydło ruchu pro-konfederacyjnego. Pominięcie członków Ligi Konfederacyjnej spowodowało, że rozpoczęli oni prywatną akcję nacisków w Ottawie, która w istotny sposób zmieniła przebieg negocjacji. Początkowo rząd Kanady skłonny był przyjąć wszystkie 16 postulatów rezolucji, lecz pod wpływem Ligi Konfederacyjnej odrzucił punkt 15 i wymusił wprowadzenie w pełni demokratycznych instytucji przedstawicielskich. Wśród innych zaakceptowanych przez Ottawę postulatów, do najważniejszych należały: spłacenie wszelkich długów prowincji oraz obietnica zbudowania w ciągu dziesięciu lat Kolei Transkanadyjskiej. 1 lipca 1871 Kolumbia Brytyjska stała się częścią Kanady.

## Dzieje po dokonaniu konfederacji
Dzień przystąpienia do konfederacji 19 lipca 1871 r., pełen uroczystości i gali, gdy biły dzwony w kościołach, a statek flagowy Zealous zakotwiczony w porcie w Victorii oddał salwę honorową z wszystkich 21 dział, został przyjęty z mieszanymi uczuciami. Dla urzędników kolonialnych i większości polityków dotychczas mianowanych, był to koniec ich wpływów. Działacze Ligi Konfederacyjnej świętowali, rozumiejąc, że ich czas nadszedł. Nie mylili się. Amor De Cosmos, a po nim John Robson, został wybrany premierem. Inny zwolennik konfederacji Joseph William Trutch uzyskał nominację gubernatora porucznika. Wśród ludności panowały nadzieje na koniec recesji, połączone z obawą przed utratą charakteru ich kraju na rzecz oczekiwanej ogólnokanadyjskiej unifikacji. Ta obawa się nie sprawdziła. Brytyjska Kolumbia po 130 latach w Konfederacji ciągle uważana jest za najmniej kanadyjską z kanadyjskich prowincji. Zdecydowanie minorowe nastroje panowały w proaneksyjnych środowiskach, które zdawały sobie sprawę, że wchłonięcie kolonii przez Kanadę jest końcem marzeń o połączeniu ze Stanami Zjednoczonymi.
Kolumbia Brytyjska w momencie przystąpienia do konfederacji nie posiadała systemu partyjnego. Zamiast niego, przez pierwsze trzydzieści lat, zanim system wielopartyjny się wykształcił, obowiązywał nietypowy system rządów przedstawicielskich. Kandydaci na deputowanych do zgromadzenia legislacyjnego, szli do wyborów jako kandydaci aktualnie sprawującego władzę rządu, lub deklarując się jako opozycja w stosunku do niego.
Pierwszym testem działania konfederacji była przyrzeczona przez rząd federalny budowa transkanadyjskiej linii kolejowej. Początki przedsięwzięcia były niepowodzeniem, lecz ostatecznie w 1885 r., pięć lat po planowanym terminie, linia kolejowa połączyła Vancouver z Montrealem. To opóźnienie wywołało ostry kryzys polityczny w prowincji, w czasie którego nawet taki entuzjasta konfederacji jak Cosmos ostrzegał rząd w Ottawie, że przeciąganie terminu oddania kolei do użytku może doprowadzić do wystąpienia prowincji z Konfederacji i unię jej ze Stanami Zjednoczonymi.
Wielkim wydarzeniem w historii prowincji, które nastąpiło na przełomie XIX i XX w., była gorączka złota nad Klondike, która wybuchła w 1896 r. Przyczyniła się nie tylko do powiększenia dochodów prowincji i napływu tysięcy nowych osadników, lecz także miała skutek w intensyfikacji badań geologicznych i odkryciu bogatych złóż wielu cennych minerałów.
W 1903 r. zostały uregulowane ostatnie spory graniczne poprzez porozumienie pomiędzy Kanadą a USA w sprawie granicy z Alaską.